# Parupeneus chrysopleuron
Parupeneus chrysopleuron es una especie de peces de la familia Mullidae en el orden de los Perciformes.

## Morfología
• Los machos pueden llegar alcanzar los 55 cm de longitud total.

## Distribución geográfica
Se encuentra en el Japón, al sureste de Taiwán y desde el Mar de Arafura hasta Australia Occidental. 

## Hábitat
Es un pez de mar.